# Access kampány
Az Access kampány (ACCESSキャンペーン) a japán FM802 rádióadó 2006 óta éves rendszerességgel megrendezett kampánya.

## Szponzorok
- NTT DoCoMo Kansai (2006–2014)
- Tsutaya (2015–)

## Kampánydal
A kampány keretén belül minden évben egy dalt is felvesznek. 2006-ban a Spitz Cherry című számának feldolgozása volt a kampánydal, azonban 2007 óta újonnan írt számokat vesznek fel. 2011 óta videóklipet is készítenek a dalokhoz. A dalok rádiós sugárzása alatt gyakran magas helyezést érnek el az FM802 Osakan Hot 100 slágerlistáján, 2010-ben például Kaika szengen a lista éléig jutott.
A dalok kizárólag az FM802 rádióadón hallhatóak, semmilyen másik rádió- vagy televízióadón nem kerülnek adásba.
| Év   | Cím | Közreműködő zenészek | A kampány időtartama (a dal a rádióban)                              | Megjegyzések |
| ---- | --- | --- | -------------------------------------------------------------------- | --- |
| 2006 | Cherry (チェリー) - Dalszöveg, zene: Kuszano Maszamune hangszerelés: Szaszadzsi Maszanori & Spitz - Eredeti előadó: Spitz                            | A feldolgozás előadói: Kan, Szaitó Makoto, Shonen Knife, Salt & Sugar, Sukima Switch, Scoobie Do, Sex Machineguns, Cudzsi Ajano, Tokió 60 Watts, Bonnie Pink, Polysics |                                                                      | - A dal szerepel Tokió 60 Watts Clover című középlemezén. - A dal előadói egy Colors of Cherry elnevezésű koncertet is tartottak. |
| 2007 | Siavasze no katacsi - Zene, dalszöveg: Fudzsimaki Rjóta - Előadó: Remioromen                                                                         | A dalok eredeti előadói |                                                                      | |
| 2007 | Szaka no tocsú (’07 Spring Version) - Zene, dalszöveg, előadó: Szuga Sikao                                                                           | A dalok eredeti előadói |                                                                      | |
| 2007 | Mienai csikara - Zene, dalszöveg: Kuro, Micro, U-Ichi - Előadó: Home Made kazoku                                                                     | A dalok eredeti előadói |                                                                      | |
| 2008 | Boku no ima iru joru va - Zene, dalszöveg, producer: Makihara Norijuki - Előadó: M & The Radiodogs                                                   | Aoyama Thelma, Simizu Sóta, Cudzsi Ajano, Hata Motohiro Hanare Gumi, Hidaka Tóru (Beat Crusaders), Yo-King |                                                                      | - A dal felkerült Hata Motohiro Alright című stúdióalbumára - A dal felkerült Makihara Norijuki Personal Soundtracks című stúdióalbumára - Az formáció neve Makihara nevének kezdőbetűjéből (M), az angol radio szóból és Makihara kedvenc állatának, a kutyának az angol szavából (dog) ered |
| 2009 | Oh! Radio - Zene, dalszöveg: Imavano Kijosiró hangszerelés, hangproducer: Cutaja Kóicsi producer: agehasprings - Előadó: Radio Soul 20               | Abe Mao, HY, Kisida Sigeru (Quruli), Szuga Sikao Bonnie Pink, Jamamori Daiszuke (Rock’a’Trench), Vada Só (Triceratops) |                                                                      | - A dal összes előadója bekerült az FM802 leggyakrabban játszott előadói közé (heavy rotation) - A dal Imavano 2009 júniusi halála után jelent meg |
| 2010 | Kaika szengen - Dalszöveg: Josii Kazuja Zene, producer: Jeff Miyahara - Előadó: J.K. Radiofish                                                       | Andó Júko, Jay’ed, Juju, Miwa Maynard Plant és Blaise Plant (Monkey Majik), lecca |                                                                      | |
| 2011 | Haru no szei - Zene, dalszöveg: Óhasi Takuja producer: Drunk Brothers (Óhasi Takuja és Mummy-D) - Előadó: Radio Blossoms                             | Dócsin Josikuni, Takahasi Jú, Jaida Hitomi, Pes, Chara, Taro Soul, Óhasi Takuja (Sukima Switch), Mummy-D (Rhymester) |                                                                      | |
| 2012 | Radio Goo! Goo! - Dalszöveg: Teraoka Jobito (Jun Sky Walkers) & jam Zene, producer: Teraoka Jobito - Előadó: Radio Monkees                           | Gospellers, Salyu, Def Tech, Fukuhara Miho, Miura Daicsi, Mijata Kazuja (Jun Sky Walkers), Jamazaki Maszajosi | február 13–május 6. (március 20–május 6.)                            | |
| 2013 | Spring Has Come (スプリングハズカム) - Dalszöveg, zene: Hata Motohiro hangszerelő, producer: Rekisi - Előadó: Radio Kamones                          | Simizu Ijori (Back Number), Tortoise Macumoto, Naoto Inti Raymi, Puffy, Miwa | február 1–március 31. (február 28–március 31.)                       | |
| 2014 | Haru no uta (春の歌) - Zene, dalszöveg, hangszerelés, producer: Ukasuka-G - Előadó: Possession=80.2 Por Cento                                        | 【Ének】Ukasuka-G (Szakurai Kazutosi, Gaku-MC), Aojama Szacsiko (Negoto), Abe Mao, Uemura Kana, Okano Akihito (Porno Graffitti), Kavakami Jóhei (Champagne), Kreva, K, Tanigucsi Maguro (Kana-boon), Hata Motohiro, Makihara Norijuki 【„Friendship kórus”】 Ami (Dream/E-girls), Kan, Jeff Miyahara, Sukima Switch, Teraoka Jobito, Mummy-D (Rhymester), Josii Kazuja, Rekisi | január 20–március 20. (február 1–március 20, március 24–március 31.) | A dal szerepel az Ukaszukadzsi Amigo című albumán |
| 2015 | Music Train (haru no madzsucusi) (Music Train ～春の魔術師～) - Dalszöveg, zene, hangszerelő, producer: Szuga Sikao - Előadó: Sugar & The Radio Fire | Szuga Sikao, Óhara Szakurako, Kavakami Jóhei (Alexandros), Szaitó Kószuke (Unison Square Garden), Tanigucsi Maguro (Kana-boon), Haruna (Scandal), Micumura Tacuja (Nico Touches the Walls), Jamamura Rjúta (Flumpool) | március 1–május 31. (március 21–május 31.)                           | |
| 2016 | Hello Radio - Dalszöveg, zene: Kisida Sigeru - Hangszerelő: tofubeats - Előadó: The Poolside                                                         | Kisida Sigeru (Quruli), Óhasi Takuja (Sukima Switch), Kimura Kaela, Kreva, Dean Fujioka, Fudzsivara Szakura, Yonce (Suchmos) | március 15–május 31. (március 29–május 31.)                          | |
| 2017 | Stay Tune - Dalszöveg, zene, hangszerelés: Simizu Sóta - Producer: FM802 - Előadó: Buzz Connections                                                  | Óhasi Trio, Ómori Motoki (Mrs. Green Apple), Simizu Sóta, Sky-Hi, Chara, Dream Ami, Hiroki (Orange Range), Makihara Norijuki, Little Glee Monster | (április 2– )                                                        | |
| 2018 | Siori (栞) - Dalszöveg, zene, hangszerelés: Ozaki Szekaikan - Producer: FM802 - Előadó: Radio Bestsellers                                            | Ozaki Szekaikan (CreepHyp), Aimjon, Kataoka Kenta (sumika), Gen (04 Limited Sazabys), Szaitó Kószuke (Unison Square Garden), Szuga Sikao |                                                                      | A CreepHyp a Nakitaku naruhodo uresii hibi ni című stúdióalbumán feldolgozta |
| 2019 | Melon Soda (メロンソーダ) - Dalszöveg, zene: Aiko - Producer: FM802 - Előadó: Radio Darlings                                                         | - Aiko - Kamisiraisi Moka - Tanigucsi Maguro (Kana-boon) - Hasimoto Eriko (Chatmonchy) - Fudzsivara Szatosi (Official Hige Dandism) - Hattori (Macaroni empicu) - Kan (kórus) - Hata Motohiro (kórus) |                                                                      | - A sorozat első olyan dala, melyet nő írt |
| 2020 | Boku no Buddy!! (僕のBUDDY‼︎) - Dalszöveg: Nagacumi Takasi (Hanaregumi), zene: Okuda Tamio - Producer: FM802 - Előadó: Radio Curry                    | - Iri - Okuda Tamio - Takuma (10-Feet）) - Hakai (Group tamasii) - Hanaregumi - Tacuja Maki (go!go!vanillas) | április 1– (április 1–)                                              | |